# Ризький мотозавод

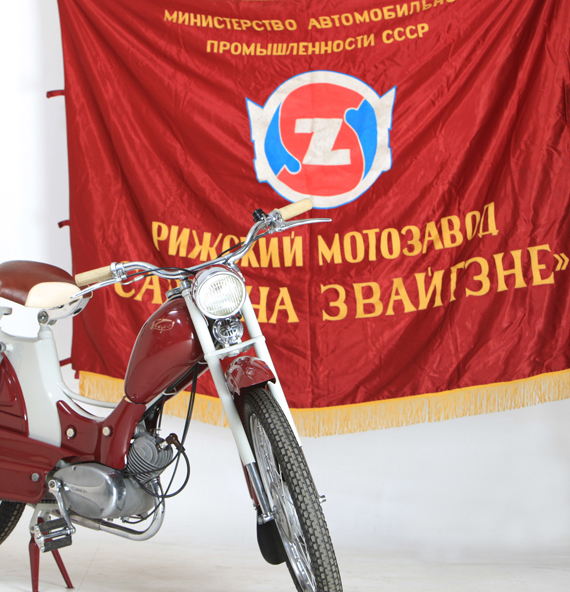
На Ризькому мотозаводі «Саркана Звайгзне» вироблявся перший двохшвидкісний мопед в СРСР «Рига-1», 1961р.

Ризький мотозавод (РМЗ) — завод з виробництва мопедів в місті Рига, повна назва Ризький мотозавод «Са́ркана Зва́йгзне» (латис. Sarkanā zvaigzne) – «Червона зірка». Завод припинив існування в 1998 році.

## Історична довідка
Підприємство було засноване інженером Густавом Еренпрейсом (Gustavs Ērenpreiss)  в 1927 році, як велосипедний завод і до 1930 року входило до складу акціонерного товариства «Омега».
З 1930 року завод став самостійним підприємством Gustavs Ērenpreiss velosipēdu fabrika. Протягом 1930-х років фірма спеціалізувалася на виготовленні якісних чоловічих, жіночих та спортивних велосипедів. Велосипеди збиралися в Латвії, в основному, з деталей, що імпортувались з Англії та Німеччини.
Ці велосипеди були відомі під маркою «Ērenpreis Original». До початку Другої світової війни, за 13 років роботи (з 1927 по 1940 рік) заводом Густава Еренпрейса було випущено 182 000 велосипедів.
Після радянської окупації Латвії, фабрика була експропрійована новою владою. У 1946 році завод перейменовано в Ризький велосипедний завод «Саркана Звайгзне», який відновив випуск велосипедів. Це були моделі "Рига-16" чоловічий дорожній, "Рига-26" жіночий дорожній.
В кінці 1950-х років Ризький велосипедний завод був поступово перепрофільований на випуск легкої мототехніки.

## Виробництво мопедів
Першою моделлю був мотовелосипед «Рига-18». Технічно це був серійний велосипед з встановленим на заводі велосипедним мотором Д-4, його випуск почався в 1958 році.
В 1960 році на заводі був розроблений дослідний зразок (та пробна партія) мопеда «Рига-1» з двошвидкісним двигуном. Ця модель була забезпечена мотором виробленими на чехословацькому підприємстві «Jawa», а за технічний прототип були взяті мопеди німецького марки «Simson».
В 1961 році завод повністю припинив випуск велосипедів. Підприємстві було перейменовано в Ризький мотозавод і було розпочато масове виробництво мотовелосипеда «Гауя» («Рига-2) з одношвидкісним велосипедним мотором Д-4.
Паралельно випускалися мопеди «Рига-1» з двошвидкісним двигуном виробництва Шяуляйського мотозаводу Š-50 (копія мотора «Jawa-50»). "Рига-1" був перший двохшвидкісний мопед що вироблявся в СРСР.
Згодом  вироблялось наступне вдосконалене сімейство одно і двошвидкісних мопедів «Рига», та безпедальних мокіків.
Завод «Саркана Звайгзне», в ряді з Львівським мотозаводом, був другим в СРСР спеціалізованим підприємством з виробництва мопедів. На початку 1980-х років  на РМЗ «Саркана Звайгзне» було випущено 208 400 мопедів різних версій і модифікацій («Рига-13», «Рига-22», а також і спортивні моделі для юніорів). Завод спеціалізувався в тому числі на запасних частинах для мопедів і мокіків, а також для дрібної сільгосптехніки.
Після відновлення державної незалежності Латвії в 1991 році, в умовах загальної кризи промисловості СРСР, Ризький мотозавод «Саркана Звайгзне» переживав спад виробництва. У 1998 році завод припинив виробництво продукції.